# Peugeot 505
La 505 è un'autovettura di classe alta prodotta tra il 1979 e il 1990 dalla casa automobilistica francese Peugeot.

## Storia e profilo

### Genesi
Intorno alla metà degli anni settanta fu avviato il progetto che avrebbe portato alla realizzazione dell'erede della Peugeot 504: quest'ultima era un'auto dagli enormi volumi di vendita che avrebbe continuato a essere prodotta e venduta in alcuni Paesi in via di sviluppo ancora per molti anni dopo la sua cancellazione dai listini europei.
Si trattava quindi di creare una vettura che fosse in grado di raccogliere una pesante eredità e perpetuare la tradizione della Casa francese nel settore delle grandi berline.
Come già stava succedendo oramai da oltre un ventennio, il disegno della carrozzeria fu affidato a Pininfarina, il quale nel febbraio del 1976 realizzò i primi prototipi prefigurando quelle che sarebbero state le forme definitive della nuova Peugeot. Era evidente in questi primi prototipi una certa parentela stilistica con l'ammiraglia 604. L’intenzione dei vertici Peugeot era di realizzare una vettura che, pur andando a prendere il posto della 504, strizzasse nel contempo l'occhio anche alla fascia di mercato immediatamente superiore, per i contenuti in fatto di comfort, ma anche per quanto riguarda l'aspetto legato alla gamma delle motorizzazioni, nella quale era in programma di includere anche delle unità più grandi e potenti rispetto a quelle utilizzate nelle 504 berlina e Break, delle quali peraltro doveva essere mantenuto il pianale per contenere i costi di produzione. Come conseguenza anche la nuova vettura avrebbe mantenuto la soluzione della trazione posteriore. Man mano che il progetto andò avanti, le linee della vettura divennero meno austere e meno simili a quelle della 604, per ingentilirsi e avvicinarsi piuttosto a quelle della più piccola 305, il cui esordio sarebbe avvenuto nel novembre 1977, un anno e mezzo prima di quello della 505 stessa.

### Debutto
Dopo le prime foto diffuse dalla stampa e risalenti al 1978, l'esordio della nuova Peugeot avvenne il 16 maggio del 1979: nacque così la 505, che fu immediatamente apprezzata per le sue doti di tenuta di strada e di comfort anche su fondi sconnessi. La sua prima presentazione al pubblico avvenne invece al Salone di Francoforte nel settembre dello stesso anno.

#### Design ed interni
La linea della 505, firmata da Pininfarina, era quella di una classica berlina a tre volumi di fine anni settanta-inizio anni ottanta. Rispetto alla 504, della quale condivideva il pianale, la 505 risultava più moderna nella linea, ma anche un po' più convenzionale, anche se stilisticamente efficace. Nel complesso la 505 appariva come una versione ingigantita della Peugeot 305, nata solo un anno prima, anche se definirla così è molto riduttivo. Se infatti la distribuzione dei tre volumi e le loro proporzioni ricordavano da vicino quelle della sorella minore, le differenze vi erano comunque. Il frontale ricordava molto di più quello della sua antenata, la 504, specie nei gruppi ottici anteriori, mentre la linea di fiancata era molto più elegante rispetto a quella della 305, alla quale la 505 si accomunava nel design solo nelle versioni di base, più semplici e meno impreziosite. Lateralmente era anche possibile notare la maggior inclinazione del parabrezza, per rendere più dinamica la fiancata. Anche la coda ricordava molto di più la 305 che non la 504. Se infatti su quest'ultima, la coda era sfuggente e molto spiovente verso il basso, sulla 505 la coda era un più classico "terzo volume" ad andamento piuttosto orizzontale, simile quindi a quello della 305. Anche i fari posteriori erano di tipo classico, rettangolari a sviluppo orizzontale. In generale, quindi, la 505 appariva più decisa nell'aspetto che non la 305.
All'interno, lo spazio era notevole e i sedili erano confortevoli, molto più che sulla 504, gli anteriori erano provvisti di schienale reclinabile, per consentire il riposo del conducente o del passeggero a fianco durante eventuali lunghi viaggi. Plancia, cruscotto e strumentazione erano caratterizzati da un disegno più moderno. La capacità del bagagliaio era di 523 litri.

#### Struttura e meccanica
Come già accennato, la 505 conservava il pianale della precedente 504, pertanto venne mantenuta anche la trazione sulle ruote posteriori. Di questa soluzione, la 505 sarà l'ultima esponente tra le Peugeot: tutti i modelli lanciati da quel momento in poi avrebbero adottato lo schema "tutto avanti".
Lo schema delle sospensioni adottato dalla 505 era altresì di tipo classico, con avantreno di tipo MacPherson e retrotreno a semiassi oscillanti. L'impianto frenante era invece di tipo misto nelle versioni di base, mentre prevedeva freni a disco sulle quattro ruote.
La gamma motori prevista per la 505 al suo esordio era composta da tre unità motrici, due a benzina e una a gasolio:
- 2.0: si tratta del 2 litri XN1 da 1971 cm³ già montato sulla 504, alimentato a carburatore e in grado di erogare una potenza massima di 96 CV;
- 2.0i: è il nuovo 2 litri ZEJ a iniezione elettronica prodotto in collaborazione con Renault, la cui cilindrata era di 1995 cm³ e la cui potenza massima era di 110 CV;
- 2.3 D: si tratta del motore Diesel aspirato XD2 da 2304 cm³ già introdotto nella 504, con potenza massima di 70 CV.

Mentre la motorizzazione Diesel e la 2 litri a carburatore erano accoppiate a un cambio manuale a 4 marce, il motore 2 litri a iniezione veniva proposto in abbinamento a un cambio manuale a 5 marce. A richiesta, su tutta la gamma, era possibile avere un cambio automatico a tre rapporti.

#### Allestimenti e dotazioni
La 505 fin dall'inizio fu resa disponibile in un'ampia gamma di allestimenti, ben sei, così caratterizzati:
- GR: abbinata al motore 2 litri XN1 da 96 CV, era la versione più economica e meno accessoriata, ma che già prevededeva una dotazione abbastanza buona per l'epoca, che comprendeva tra l'altro il climatizzatore manuale a quattro velocità, la moquette sul pavimento e l'accendisigari anteriore e posteriore. Era però sprovvista del retrovisore destro, del servosterzo e delle plastiche nere di protezione lungo le fiancate. L'impianto frenante prevedeva dischi all'avantreno e tamburi al retrotreno. A richiesta era possibile avere la vernice metallizzata e/o il tetto apribile elettricamente.
- GRD, corrispondente versione a gasolio della GR, della quale riprendeva anche l'equipaggiamento. Era mossa da un 2.3 litri Diesel da 70 CV.
- TI, versione più innovativa tra le 505 di base, grazie al suo 2 litri benzina a iniezione meccanica. Era inoltre provvista di contagiri, servosterzo e di quattro freni a disco
- SR, versione più lussuosa rispetto alla GR, comprendente anche i vetri elettrici anteriori, i rivestimenti in tweed, il contagiri elettronico, i vetri bruniti. Il motore era lo stesso di quello della GR.
- SRD, versione a gasolio della SR. Tale motore era lo stesso della GRD.
- STI, come la TI, ma con equipaggiamento più lussuoso, ripreso dalla SR.

Nelle versioni SR, SRD e  STI era inoltre possibile avere a richiesta la selleria rivestita in pelle.

### Evoluzione

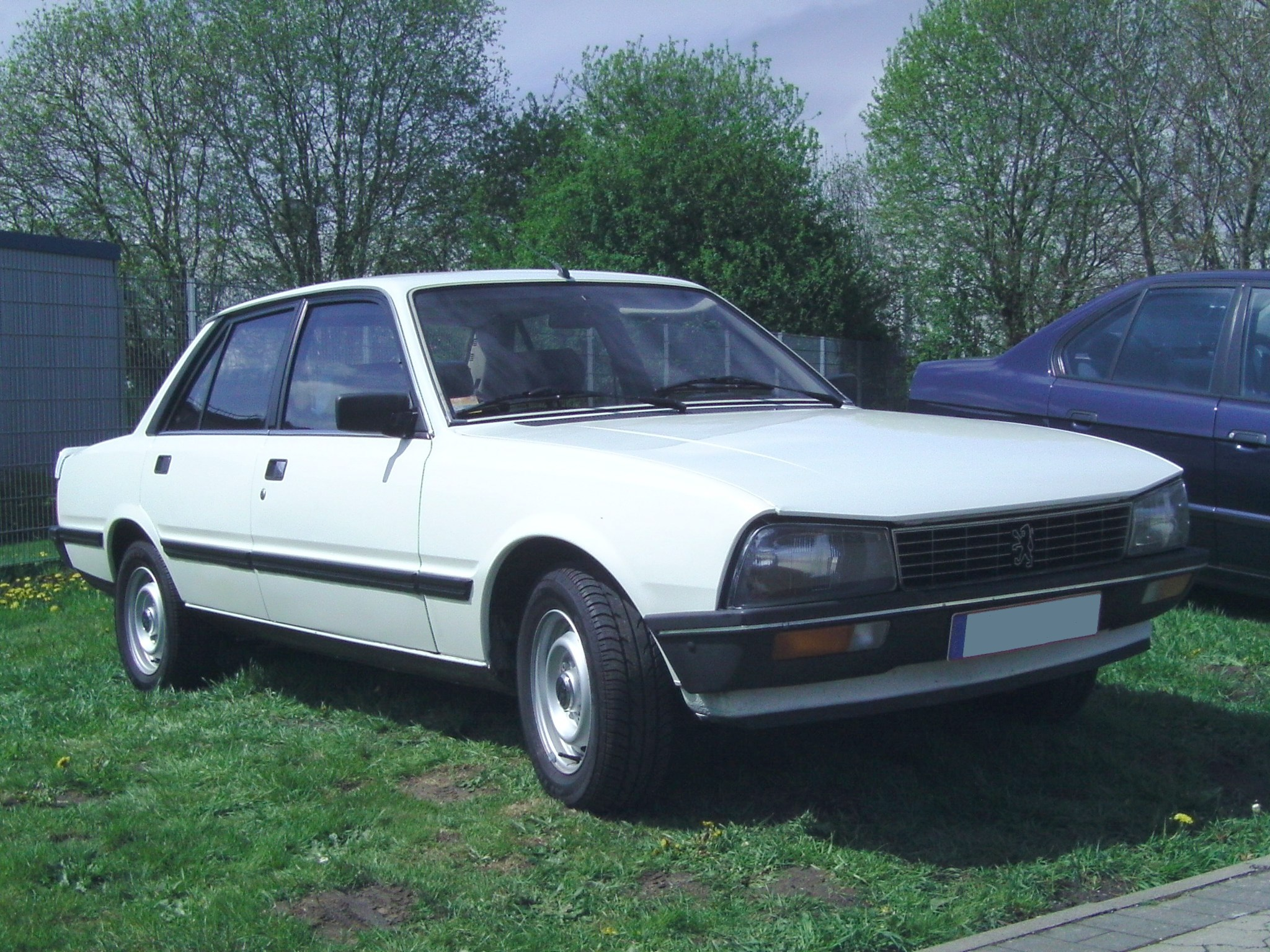
Una 505 GTI del 1983

Il lancio della 505 avvenne quindi secondo l'assetto di gamma appena descritto. Nel 1980 la commercializzazione della 505 fu avviata anche negli Stati Uniti. Per l'occasione fu proposta una 505 con motore turbodiesel, solo per il mercato statunitense. Non fu proposta inizialmente in Europa per non andare a cannibalizzare il mercato della 604 turbodiesel. Era la prima volta che un modello Peugeot veniva fatto esordire commercialmente negli States prima ancora che nei mercati europei. Ma alla fine dello stesso anno la 505 turbodiesel esordì anche nel Vecchio Continente, ufficialmente denominata come 505 SRD Turbo. Essa fu dapprima introdotta in Francia e poi nel resto d'Europa. Questa versione montava quindi lo stesso motore Diesel da 2.3 litri proposto nelle versioni a gasolio già presenti in gamma, ma con in più la sovralimentazione mediante turbocompressore che ne faceva lievitare la potenza massima da 70 a 80 CV.
Nel 1981, la 505 TI venne tolta di produzione, mentre la 505 STI vide l'arrivo del motore ZDJL da 2165 cm³, ma alimentato a iniezione meccanica anziché elettronica, fatto che non permise un grande aumento prestazionale: solo 7 CV di potenza massima in più per il nuovo propulsore. Comparve inoltre una nuova versione di base, la 505 GL, con allestimenti semplificati e motorizzazione ripresa da quella dell'allestimento GR. Nel 1982 venne introdotta le versioni Break (5 posti) e Familiale (8 posti), mentre a partire dal luglio dello stesso anno, la 505 GL divenne disponibile anche con motore Diesel da 2.3 litri e 70 CV, dando così vita alla 505 GLD. E ancora nel 1982 le versioni GLD e GRD beneficiarono dell'arrivo del 2.5 Diesel aspirato da 2498 cm³ e 76 CV.
Nel 1983 vi furono numerosi aggiornamenti alla gamma: innanzitutto arrivò anche la 505 Turbo Injection, che non montava lo stesso 2.2 della GTI, ma un 2.2 di origine SIMCA, il motore N9T da 2155 cm³ che grazie all'adozione di un turbocompressore riuscì a raggiungere la potenza di 150 CV. Esteriormente si riconosceva per i cerchi in lega da 15 pollici e per gli scudi paraurti maggiorati e dal disegno specifico e più aggressivo, mentre tra le "chicche" tecniche di questo modello figurava un differenziale a slittamento limitato. Nello stesso anno la STI fu pensionata per lasciare il posto alla 505 GTI, dotata dello stesso motore da 2.2 litri, ma reso più potente con il ritorno all'iniezione elettronica: in questo modo si riuscirono a ottenere 130 CV di potenza massima. Sempre nel 1983 la 505 fu proposta in alcuni mercati anche con motore 1.8, in modo da ampliare verso il basso la gamma della berlina. L'allestimento rimase sempre GL, ma non andò a sostituire la 505 GL con motore 2 litri, ma semplicemente le si affiancò come variante ancor più economica. Il 1.8 utilizzato dalla 505 GL 1.8 non era altro che il motore XM da 1796 cm³ già montato sulla 504 e che in questo caso sviluppava una potenza massima ridotta a 80 CV. Inizialmente, come già detto, la 505 1.8 fu proposta solo in alcuni mercati, ma non per il mercato francese, la cui versione di base continuò a rimanere quella equipaggiata con il 2 litri da 96 CV.
Nei primi mesi del 1984, la 505 Turbo Injection beneficiò dell'arrivo di un intercooler per il suo motore sovralimentato, cosicché la potenza massima crebbe da 150 a 160 CV. Nonostante ciò, si ebbe un leggero calo di prestazioni dovuto all'adozione di un rapporto al ponte più lungo, soluzione volta al contenimento dei consumi, ma che di fatto procura un peggioramento prestazionale, specie per quanto riguarda le doti di ripresa e accelerazione. Nello stesso anno venne cancellata la versione SRD, ma rimase ancora in listino la SRD Turbo. Sempre nel 1984, le versioni con motore 2 litri a carburatore videro la potenza salire da 96 a 100 CV: nello stesso periodo, venne introdotto un nuovo livello di allestimento denominato SX e riservato al 2 litri a carburatore da 100 CV. Inoltre, venne introdotta la 505 GTD Turbo, equipaggiata con lo stesso motore da 2.5 litri delle GLD e GRD, ma con potenza salita a 95 CV grazie all'ausilio del turbocompressore. Tale versione fu proposta inizialmente solo in versione berlina. In alcuni mercati, la SRD Turbo venne sostituita dalla GRD Turbo, motoristicamente identica alla GTD Turbo, ma differente nell'allestimento e nella dotazione.

#### Il restyling

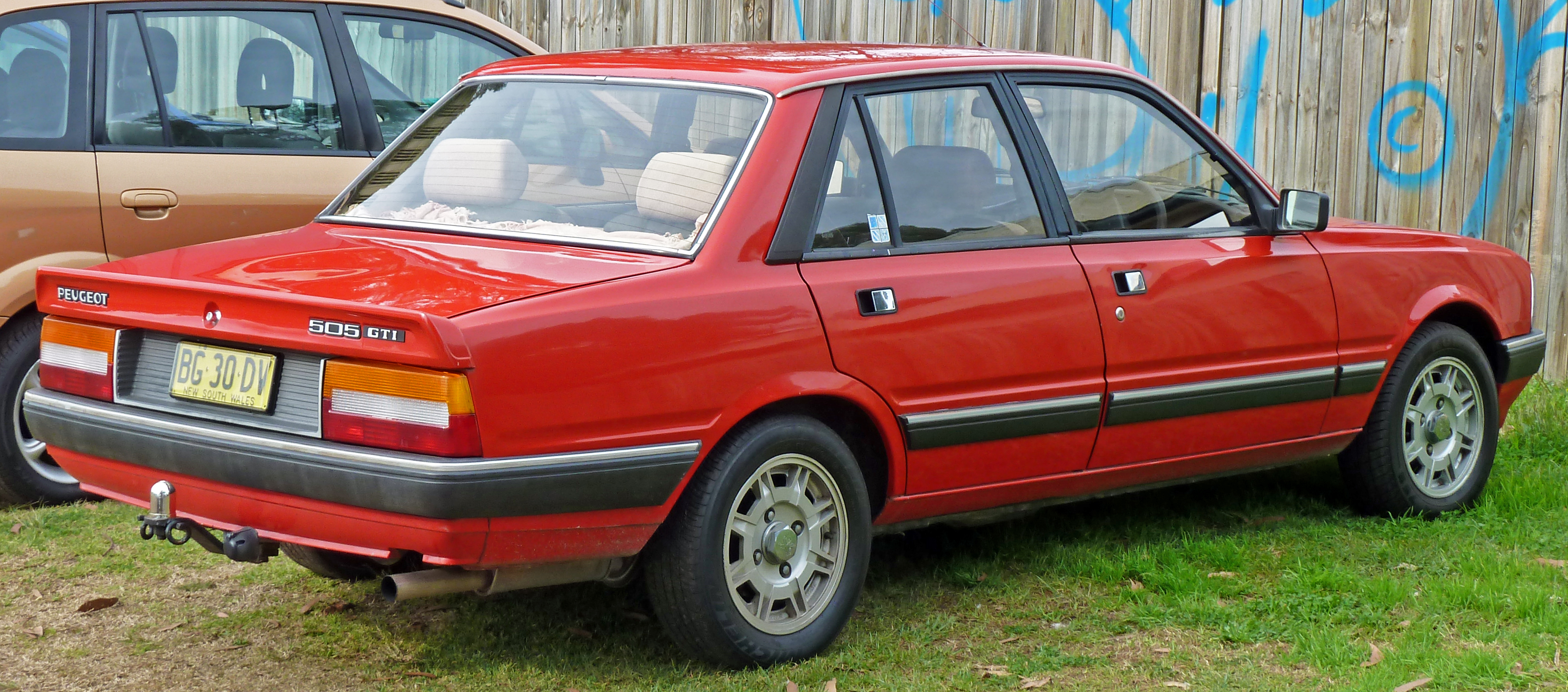
Una 505 GTI dopo il restyling del 1985, ora molto più simile alla Turbo Injection

La fase pre-restyling della 505 durò parecchio, molto più della media, e ciò fu dovuto ai riscontri commerciali positivi che si ebbero per questa vettura, merito della gamma motori, che andava dai più paciosi ed economi ai più grintosi e brillanti, e che in ogni caso dimostrarono una grande affidabilità; merito anche della linea, elegante ma non seriosa, gradevole ma non frivola e a modo suo anche dinamica. Pertanto, fu solo nel luglio del 1985 che si arrivò all'aggiornamento di mezza età. L'aggiornamento (chiamata anche come "Generazione '86") coinvolse sia il comparto estetico sia quello motoristico. Esteriormente, la 505 aggiornata si unificò al modello stilistico della 505 Turbo Injection, nel frattempo passata da 160 a 180 CV, e che a questo punto era molto più difficile distinguere dalle altre 505. Anche le altre 505 quindi usufruirono di nuovi paraurti più avvolgenti, di un piccolo spoiler posteriore e di protezioni laterali. Nell'abitacolo i cambiamenti furono ancor più significativi, poiché arrivarono tra l'altro una nuova plancia, un nuovo cruscotto e un nuovo impianto di climatizzazione, nonché nuovi sedili un po' più grandi nella seduta. Nella stessa occasione venne cancellata la GL 2.0 e la SX, e venne introdotta in listino la GL 1.8, ora disponibile in tutti i mercati e con potenza passata da 83 a 90 CV. Il vecchio 1.8 della 504 fu proposto sempre con potenza di 90 CV anche sulla GR, dando origine alla 505 GR 1.8, la quale si affiancò alla GR 2.0. Le versioni 2 litri a carburatore passarono da 100 a 108 CV. Riassumendo, questa era la gamma della 505 berlina dopo il restyling del 1985:
- 505 GL e 505 GR 1.8, con motore da 1796 cm³ e 90 CV di potenza;
- 505 GR 2.0 e 505 SR, con motore da 1971 cm³ e 108 CV di potenza;
- 505 GTI, con motore da 2165 cm³ e 130 CV di potenza;
- 505 Turbo Injection, con motore turbo da 2155 cm³ e 180 CV di potenza;
- 505 GLD e 505 GRD, con motore Diesel da 2498 cm³ e 76 CV di potenza;
- 505 SRD Turbo, con motore turbodiesel da 2498 cm³ e 95 CV di potenza;
- 505 GTD Turbo, con motore turbodiesel da 2498 cm³ e 95 CV di potenza.

Va inoltre ricordato che il cambio automatico a tre rapporti, fino a quel momento disponibile a richiesta su gran parte della gamma, venne sostituito da un nuovo cambio automatico ZF a 4 rapporti.

#### Gli ultimi anni
Il 1986 fu l'anno in cui l'ammiraglia 604 venne tolta definitivamente di produzione: pertanto toccò alla 505 assumersi il compito di ammiraglia della Casa, e a questo scopo fu lanciata la 505 V6, dotata dello stesso motore PRV da 2849 cm³ e 170 CV a suo tempo utilizzato sulla più grande 604 GTI. In questo modo, la 505 V6 e la 505 Turbo si imposero all'attenzione degli appassionati del marchio come i due modelli di punta della gamma. La 505 V6 è stata l'unica 505 equipaggiata di serie con l'ABS: questo fatto, però, ha costretto i tecnici Peugeot a rinunciare al differenziale a slittamento limitato poiché secondo la Casa francese in tale modello si rivelava incompatibile con la gestione elettronica della frenata. Altra novità del 1986: la 505 GTD Turbo vide la sua potenza passare da 95 a 110 CV grazie all'adozione dell'intercooler e ricevette i freni a disco anche sul retrotreno.
A questo punto cominciò la fase discendente della carriera della 505: nel 1987 fu posta in commercio la Peugeot 405, con motorizzazioni più basse di quelle della 505, ma che arrivavano solo in parte a sovrapporsi tra loro. In ogni caso la 405 era di un gradino inferiore alla 505, pertanto la 505 rimase in produzione senza particolari tagli alla gamma.
Nel 1988 vennero tolte dai listini la GR 1.8 e le versioni GR 2.0 e SR, queste ultime sostituite dalla 505 ST, con motore invariato: la parte bassa della gamme della 505 era a questo punto composta dalla GL con motore 1.8 da 90 CV e dalla ST con motore 2 litri da 108 CV. Analogamente, sul fronte Diesel sparirono dai listini la GRD e la SRD Turbo, sostituite da un unico modello, la 505 STD Turbo, equipaggiata con lo stesso motore 2.5 da 95 CV della SRD Turbo. Sempre nel 1988 venne introdotta la serie speciale S, un'edizione a tiratura limitata e riservata ai modelli ST, STD Turbo e V6. Tale edizione si distingueva per la sua caratterizzazione leggermente più sportiveggiante, caratterizzazione visibile per esempio nella comparsa di un nuovo spoiler posteriore, piccolo ma più marcato di quello in materiale sintetico presente nelle altre versioni.
Il primo taglio significativo alla gamma della 505 si ebbe nel 1989 con l'uscita di produzione dei modelli con motore benzina a iniezione, quindi la GTI, la Turbo Injection e la V6. Tale taglio si rese necessario per lasciare spazio alla neonata 605, nuova ammiraglia della Casa francese. Le versioni a carburatore rimasero in listino, con l'aggiunta di una nuova versione, la 505 SX che andò a frapporsi tra la GL e la ST, equipaggiata dallo stesso motore della prima, ma con allestimento più simile alla seconda. Analogamente, vi fu una nuova entrata anche nella gamma Diesel, denominata 505 SXD ed equipaggiata dal motore Diesel aspirato da 2.5 litri e 76 CV già presente sulla GLD, ma con allestimento simile a quello della STD Turbo.
Nel 1990 vi fu un altro deciso taglio alla gamma: oramai la gamma della berlina era costituita da due soli modelli, la SX e la SXD. Si arrivò così al 1991, anno di pensionamento definitivo della 505 berlina. Le versioni Break e Familiale le sopravvissero di un anno.

#### Le 505 Break e Familiale

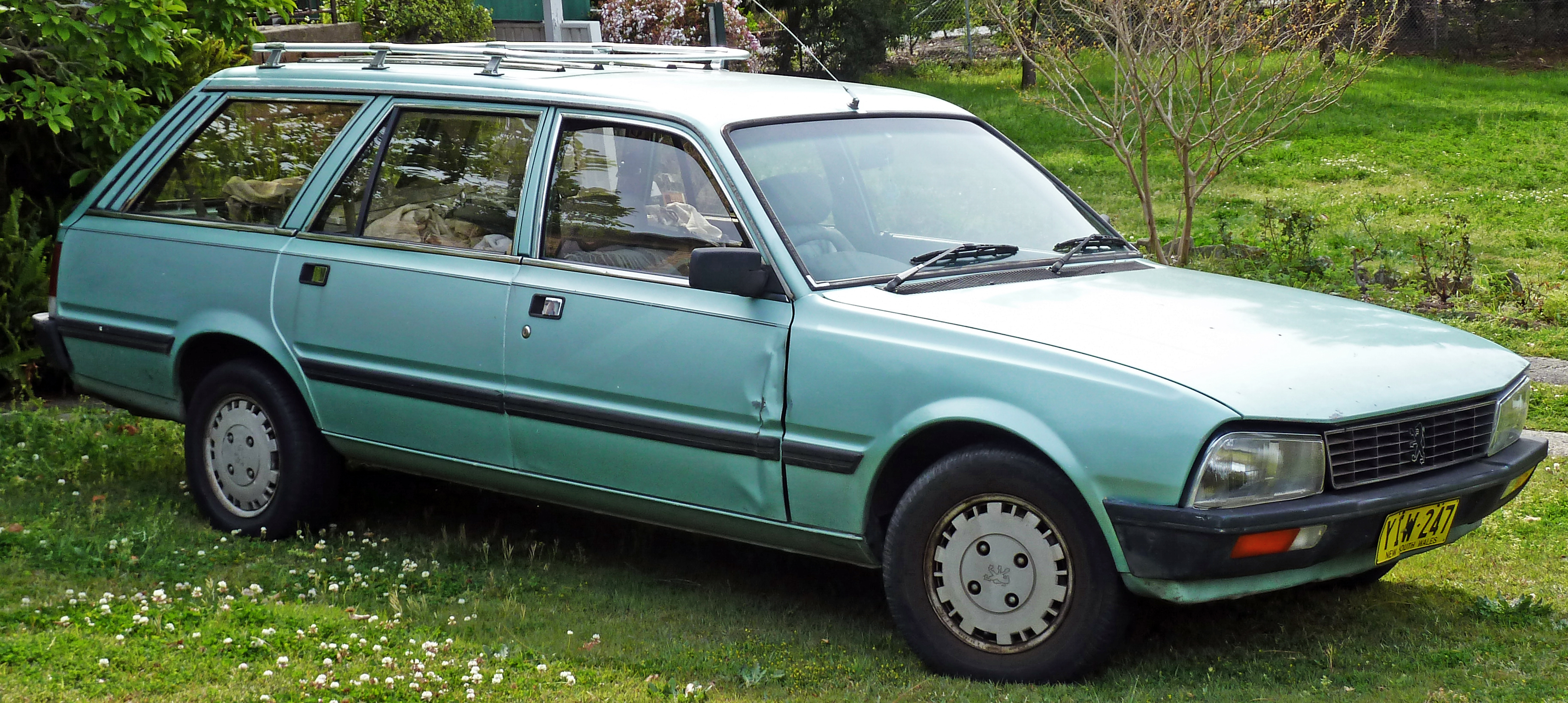
Una 505 Break

Nel marzo del 1982 la 505 si allargò notevolmente con l'arrivo delle 505 Break e Familiale. Nelle versioni Break e Familiale, la linea era ovviamente meno slanciata che sulla berlina, ma queste versioni erano in ogni caso molto più pratiche per chi aveva bisogno di una vettura capace di trasportare voluminosi carichi.
La praticità di queste due versioni fu notevole. Il passo era più lungo di 16 cm rispetto alla berlina (da 2,74 m a 2,90 m), a tutto vantaggio dell'abitabilità interna. La Familiale poi consentiva di disporre di otto posti all'interno dell'abitacolo, disposti su tre file di sedili anziché le canoniche due file previste sulla Break. Non solo, ma le due file di sedili posteriori potevano essere abbattute per ottenere un vasto piano di carico. A seconda che si trattasse di Break o Familiale cambiavano le gamme. Le Break erano disponibili nelle seguenti versioni:
- GL, dotata del motore a benzina da 1971 cm³ di cilindrata alimentato a carburatore, ma depotenziato a 82 CV di potenza massima;
- GR ed SR, dotate del motore da 1971 cm³ di cilindrata alimentato a carburatore, ma nella consueta configurazione da 96 CV;
- GLD, dotata di un motore a gasolio da 2304 cm³ di cilindrata e 70 CV di potenza massima;
- GRD ed SRD, dotate di un motore a gasolio da 2498 cm³ di cilindrata, ad alimentazione atmosferica e in grado di erogare 76 CV di potenza massima.
- SW8, Dotata di motore Turbo Injection a benzina da 2.2L 180 CV. Versione dedicata al mercato USA e Canada.

La Familiale era disponibile invece in due motorizzazioni: il 2 litri a benzina alimentato a carburatore da 96 CV oppure il 2.5 Diesel aspirato da 76 CV. A seconda dei Paesi in cui veniva commercializzata vi erano particolari livelli di allestimento contrassegnati come sempre da una sigla, oppure non ve ne erano affatto e le due versioni venivano semplicemente denominate Familiale e Familiale D.
Le varianti di cambio previste erano sempre due: quello a 4 marce era previsto solo per la Break GL, mentre le altre versioni montavano il manuale a 5 marce; sulla SR era disponibile con sovrapprezzo un cambio automatico a tre rapporti.

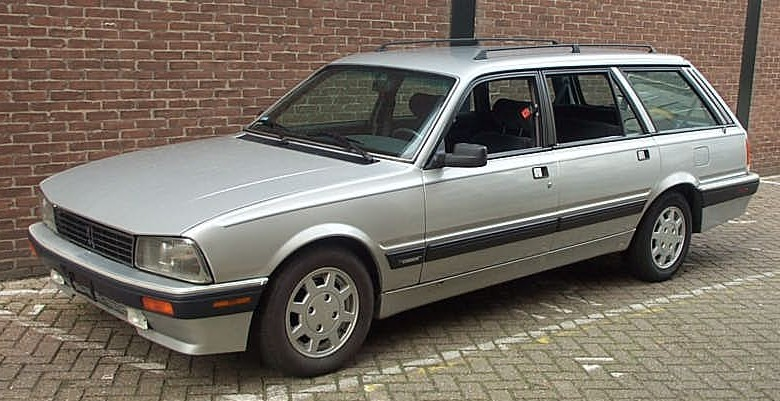
Una 505 Familiale post-restyling

All'esordio delle due varianti giardinetta, solo la Break GLD mantenne il vecchio 2.3 litri Diesel, anche se non ancora per molto. Nel corso del 1983, infatti, una lieve variazione vi fu nella denominazione degli allestimenti previsti per le due versioni della Familiale, denominati GR e GRD, mentre la Break GL vide il suo motore passare da 82 a 96 CV, uniformandosi quindi alle versioni GR ed SR. Inoltre, il motore Diesel da 2.5 litri andò a equipaggiare finalmemente anche la Break GLD.
Nel 1984 la gamma delle versioni Familiale si estese fino a coincidere con quella delle Break. In questo modo, anche le Familiale ebbero i loro allestimenti GL, GR e SR sul fronte benzina, e GLD, GRD e SRD sul fronte Diesel. Coincidenti anche le motorizzazioni. Nel caso delle versioni giardinetta, il 2 litri di base non passò da 96 a 100 CV, al contrario di quanto accadde invece per le berline.
Nell'estate del 1985, in occasione del restyling di tutta la gamma 505, si ebbero gli stessi aggiornamenti all'abitacolo e alla carrozzeria che interessarono anche la berlina. Contemporaneamente le versioni con motore 2 litri videro la loro potenza passare da 100 a 108 CV. Mentre venne introdotta anche per Break e Familiale la versione GTD Turbo, fino a quel momento non prevista che per la berlina. Anche in questo caso il motore era il 2.5 turbodiesel da 95 CV.
Per il mercato USA e Canada fu prodotta una versione della Break con motore Turbo Injection, denominata SW8. Vi fu, come per la berlina, il passaggio della GTD Turbo da 95 a 110 CV. Per il resto, non vi furono aggiornamenti particolari nei due anni successivi, mentre nel 1989 la gamma venne ridotta con l'eliminazione delle versioni GTI e GTD Turbo, sia Break sia Familiale. Nel 1990 la riduzione della gamma fu più drastica: i livelli di allestimento furono solo due, SX e SXD, disponibili sia per la Break sia per la Familiale ed equipaggiati rispettivamente dal 2 litri a carburatore da 108 CV e dal 2.5 Diesel da 76 CV. Così strutturata, la gamma Break/Familiale della 505 andò avanti fino al 1992, anno in cui venne definitivamente cancellata dai listini.

### L'eredità della 505
La 505 non ebbe eredi dirette, in quanto non le subentrò un modello 506. Le versioni alto di gamma (V6 e Turbo) ebbero una erede nella 605 lanciata nel 1989. Quanto alle versioni Break, l'alternativa era più difficoltosa poiché ci si poteva accontentare solo delle 405 Break, che però erano meno spaziose e offrivano quindi un livello di praticità più basso. Le Familiale, invece, grazie ai loro otto posti, trovarono una valida erede solo nel 1994 con il lancio della monovolume 806.

### Riepilogo caratteristiche
Di seguito vengono riepilogate le caratteristiche relative alle varie versioni previste per la gamma 505. I prezzi riportati sono in franchi e si riferiscono al momento dell'esordio nel mercato francese (eccetto i casi in cui un particolare modello venga indicato come non previsto per tale mercato) e al livello di allestimento meno costoso.
| Peugeot 505 (1979-92) |             |                |        |                |                                           |                |               |                    |                  |                    |              |                     |                    |                    |                                        |
| Modello | Carrozzeria | Codice modello | Motore | Cilindrata cm³ | Alimentazione                             | Potenza CV/rpm | Coppia Nm/rpm | Cambio/ N°rapporti | Freni ant./post. | Massa a vuoto (kg) | Velocità max | Acceler. 0–100 km/h | Consumo (L/100 km) | Anni di produzione | Prezzo all'esordio in franchi francesi |
| Versioni a benzina |             |                |        |                |                                           |                |               |                    |                  |                    |              |                     |                    |                    |                                        |
| 505 1.8 (GL e GR) | berlina     | -              | XM7    | 1796           | Carburatore                               | 80/5500        | 142/2500      | M/4                | Dischi/ Tamburi  | 1.190              | 156          | 13"6                | 9,6                | 1983-851           | -                                      |
| 505 1.8 (GL e GR) | berlina     | -              | XM7A   | 1796           | Carburatore                               | 90/5500        | 147/2750      | M/5                | Dischi/ Tamburi  | 1.200              | 160          | 13"2                | 10,7               | 1985-91            | 77.400                                 |
| 505 2.0 (GL, GR, SR, ST ed SX) | Break       | 505-D11        | XN     | 1971           | Carburatore                               | 82/5000        | -             | M/4                | Dischi/ Tamburi  | 1.270              | 152          | 14"1                | 9,4                | 1982               | 61.400                                 |
| 505 2.0 (GL, GR, SR, ST ed SX) | berlina     | 505-A11        | XN1    | 1971           | Carburatore                               | 96/5200        | 160/3000      | M/4                | Dischi/ Tamburi  | 1.200              | 167          | 13"                 | 9,7                | 1979-84            | 41.800                                 |
| 505 2.0 (GL, GR, SR, ST ed SX) | berlina     | 505-A11        | XN1    | 1971           | Carburatore                               | 100/5000       | 160/3000      | M/4                | Dischi/ Tamburi  | 1.200              | 168          | 12"8                | 9,7                | 1984-85            | 63.400                                 |
| 505 2.0 (GL, GR, SR, ST ed SX) | berlina     | 505-A17-1      | XN1    | 1971           | Carburatore                               | 108/5250       | 168/3000      | M/5                | Dischi/ Dischi   | 1.210              | 175          | 12"2                | 9,4                | 1985-91            | 85.600                                 |
| 505 2.0 (GL, GR, SR, ST ed SX) | Break       | 505-D11        | XN1    | 1971           | Carburatore                               | 96/52003       | 160/3000      | M/4                | Dischi/Tamburi   | 1.280              | 162          | 13"5                | 9,9                | 1982-84            | 67.600                                 |
| 505 2.0 (GL, GR, SR, ST ed SX) | Break       | 505-D17-1      | XN1    | 1971           | Carburatore                               | 108/5250       | 168/3000      | M/5                | Dischi/Dischi    | 1.290              | 172          | 12"5                | 9,7                | 1985-92            | 82.800                                 |
| 505 2.0 (GL, GR, SR, ST ed SX) | Familiale   | 505-F11        | XN1    | 1971           | Carburatore                               | 96/52003       | 160/3000      | M/4                | Dischi/Tamburi   | 1.315              | 162          | 13"5                | 9,9                | 1982-84            | 75.300                                 |
| 505 2.0 (GL, GR, SR, ST ed SX) | Familiale   | 505-F17-1      | XN1    | 1971           | Carburatore                               | 108/5250       | 168/3000      | M/5                | Dischi/dischi    | 1.325              | 172          | 12"5                | 9,7                | 1985-92            | 92.700                                 |
| 505 TI | berlina     | 505-A16        | ZEJ    | 1995           | Iniezione elettronica                     | 110/5250       | 168/4000      | M/5                | Dischi/Dischi    | 1.210              | 175          | 12"2                | 9,2                | 1979-81            | 46.800                                 |
| 505 STI | berlina     | 505-A16        | ZEJ    | 1995           | Iniezione elettronica                     | 110/5250       | 168/4000      | M/5                | Dischi/Dischi    | 1.210              | 175          | 12"2                | 9,2                | 1979-81            | 50.000                                 |
| 505 STI | berlina     | 505-A16/36     | ZDJL   | 2165           | Iniezione meccanica                       | 117/5250       | 186/3500      | M/5                | Dischi/Dischi    | 1.230              | 178          | 12"                 | 9,4                | 1981-83            | 77.400                                 |
| 505 GTI | berlina     | 505-A84        | ZDJL   | 2165           | Iniezione elettronica                     | 130/5750       | 185/4250      | M/5                | Dischi/Dischi    | 1.235              | 185          | 10"                 | 9,3                | 1983-89            | 86.800                                 |
| 505 GTI | Break       | 505-D86        | ZDJL   | 2165           | Iniezione elettronica                     | 130/5750       | 185/4250      | M/5                | Dischi/Dischi    | 1.320              | 180          | 10"8                | 9,8                | 1985-89            | 114.400                                |
| 505 GTI | Familiale   | 505-F86        | ZDJL   | 2165           | Iniezione elettronica                     | 130/5750       | 185/4250      | M/5                | Dischi/Dischi    | 1.350              | 180          | 10"8                | 9,8                | 1985-89            | 125.100                                |
| 505 Turbo Injection | berlina     | 505-A66        | N9T    | 2155           | Iniezione elettronica + turbocompressore4 | 150/5200       | 235/3000      | M/5                | Dischi/Dischi    | 1.330              | 200          | 8"8                 | 11,1               | 1983-84            | 104.100                                |
| 505 Turbo Injection | berlina     | 505-A96        | N9TE   | 2155           | Iniezione elettronica + turbocompressore4 | 160/5200       | 245/3000      | M/5                | Dischi/Dischi    | 1.340              | 205          | 8"6                 | 11,3               | 1984-85            | 118.100                                |
| 505 Turbo Injection | berlina     | 505-A96-1      | N9TEA  | 2155           | Iniezione elettronica + turbocompressore4 | 175/5200       | 275/3000      | M/5                | Dischi/Dischi    | 1.345              | 210          | 8"5                 | 11,5               | 1985-89            | 132.500                                |
| 505 V6 | berlina     | 505-A76        | ZN     | 2849           | Iniezione elettronica                     | 170/5600       | 235/4250      | M/5                | Dischi/Dischi    | 1.335              | 205          | 9"2                 | 10,6               | 1986-89            | 145.800                                |
| Versioni diesel |             |                |        |                |                                           |                |               |                    |                  |                    |              |                     |                    |                    |                                        |
| 505 GLD | berlina     | 505-A50        | XD3    | 2498           | diesel aspirato iniezione indiretta       | 76/4500        | 148/2000      | M/4                | Dischi/Tamburi   | 1.285              | 150          | 18"2                | 7,8                | 1983-90            | 67.700                                 |
| 505 GLD | Break       | 505-D40        | XD2    | 2304           | diesel aspirato iniezione indiretta       | 70/4500        | 134/2000      | M/5                | Dischi/Tamburi   | 1.395              | 136          | 19"9                | 8                  | 1982-83            | 70.300                                 |
| 505 GLD | Break       | 505-D50        | XD3    | 2498           | diesel aspirato iniezione indiretta       | 76/4500        | 148/2000      | M/5                | Dischi/Tamburi   | 1.405              | 146          | 18"8                | 8,3                | 1983-90            | 77.500                                 |
| 505 GLD | Familiale   | 505-F58        | XD3    | 2498           | diesel aspirato iniezione indiretta       | 76/4500        | 148/2000      | M/5                | Dischi/Tamburi   | 1.420              | 146          | 18"8                | 8,3                | 1984-91            | 92.800                                 |
| 505 GRD/SRD | berlina     | 505-A40        | XD2    | 2304           | diesel aspirato iniezione indiretta       | 70/4500        | 134/2000      | M/4                | Dischi/Tamburi   | 1.285              | 140          | 19"1                | 8,4                | 1979-81            | 50.800                                 |
| 505 GRD/SRD | berlina     | 505-A50        | XD3    | 2498           | diesel aspirato iniezione indiretta       | 76/4500        | 148/2000      | M/4                | Dischi/Tamburi   | 1.300              | 150          | 18"2                | 7,8                | 1981-88            | 65.300                                 |
| 505 GRD/SRD | Break       | 505-D58        | XD3    | 2498           | diesel aspirato iniezione indiretta       | 76/4500        | 148/2000      | M/5                | Dischi/Tamburi   | 1.380              | 146          | 18"8                | 8,3                | 1982-90            | 77.900                                 |
| 505 GRD/SRD | Familiale5  | 505-F58        | XD3    | 2498           | diesel aspirato iniezione indiretta       | 76/4500        | 148/2000      | M/5                | Dischi/Tamburi   | 1.410              | 146          | 18"8                | 8,3                | 1982-90            | 85.600                                 |
| 505 SXD | berlina     | 505-A58A       | XD3    | 2498           | diesel aspirato iniezione indiretta       | 76/4500        | 148/2000      | M/5                | Dischi/Tamburi   | 1.310              | 150          | 18"2                | 7,8                | 1989-91            | 103.130                                |
| 505 SXD | Break       | 505-D58        | XD3    | 2498           | diesel aspirato iniezione indiretta       | 76/4500        | 148/2000      | M/5                | Dischi/Tamburi   | 1.380              | 146          | 18"8                | 8,3                | 1991-92            | 112.600                                |
| 505 SXD | Familiale   | 505-H58        | XD3    | 2498           | diesel aspirato iniezione indiretta       | 76/4500        | 148/2000      | M/5                | Dischi/Tamburi   | 1.410              | 146          | 18"8                | 8,3                | 1991-92            | 118.800                                |
| 505 SRD Turbo | berlina     | 505-A46        | XD2T   | 2304           | Turbodiesel iniezione indiretta           | 80/4150        | 185/2000      | M/5                | Dischi/Tamburi   | 1.330              | 160          | 16"8                | 8,5                | 1980-85            | 67.500                                 |
| 505 SRD Turbo | berlina     | 505-A46        | XD3T   | 2498           | Turbodiesel iniezione indiretta           | 95/4150        | 206/2000      | M/5                | Dischi/Tamburi   | 1.345              | 170          | 14"                 | 8,1                | 1985-87            | 113.600                                |
| 505 STD Turbo | berlina     | 505-A56-1      | XD3T   | 2498           | Turbodiesel iniezione indiretta           | 95/4150        | 206/2000      | M/5                | Dischi/Tamburi   | 1.345              | 170          | 14"                 | 8,1                | 1989-90            | 121.480                                |
| 505 GTD Turbo | berlina     | 505-A56        | XD3T   | 2498           | Turbodiesel iniezione indiretta           | 95/4150        | 206/2000      | M/5                | Dischi/Tamburi   | 1.340              | 170          | 14"                 | 8,2                | 1984-85            | 106.600                                |
| 505 GTD Turbo | berlina     | 505-A56        | XD3TE  | 2498           | Turbodiesel iniezione indiretta           | 110/4150       | 235/2000      | M/5                | Dischi/Dischi    | 1.370              | 178          | 13"2                | 8,7                | 1986-90            | 129.800                                |
| 505 GTD Turbo | Break       | 505-D59        | XD3T   | 2498           | Turbodiesel iniezione indiretta           | 95/4150        | 206/2000      | A/3                | Dischi/Tamburi   | 1.420              | 156          | 16"5                | 9,7                | 1985-86            | 131.600                                |
| 505 GTD Turbo | Break       | 505-D59        | XD3TE  | 2498           | Turbodiesel iniezione indiretta           | 110/4150       | 235/2000      | A/4                | Dischi/Dischi    | 1.430              | 162          | 16"1                | 9,4                | 1986-89            | 141.300                                |
| 505 GTD Turbo | Familiale   | 505-F59        | XD3T   | 2498           | Turbodiesel iniezione indiretta           | 95/4150        | 206/2000      | A/3                | Dischi/Tamburi   | 1.450              | 156          | 16"5                | 9,7                | 1985-86            | 142.300                                |
| 505 GTD Turbo | Familiale   | 505-F59        | XD3TE  | 2498           | Turbodiesel iniezione indiretta           | 110/4150       | 235/2000      | A/4                | Dischi/Dischi    | 1.460              | 162          | 16"1                | 9,4                | 1986-89            | 152.400                                |
| 1Non disponibile per il mercato francese 2Solo per Break GL 3Non per la Break GL fino al 1983 4Dal 1984 anche con intercooler 5Prodotta fino al 1983 con il nome di Familiale D |             |                |        |                |                                           |                |               |                    |                  |                    |              |                     |                    |                    |                                        |

### Le altre 505
Oltre a quelle descritte finora, vi sono state altre versioni della 505, quasi tutte destinate unicamente all'esportazione in mercati lontani, e in particolare negli USA. Qui, dove peraltro la 505 ha conosciuto uno scarso successo, i modelli esportati erano simili a molti di quelli previsti per l'Europa, eccettuate alcune modifiche esterne (paraurti, luci di ingombro, ecc.) ed eccettuato il fatto che si trattava di versioni depotenziate per soddisfare le normative antinquinamento in vigore negli States. Ciò era visibile in particolare nei modelli più potenti, per esempio nella 505 Turbo Injection, che mentre in Europa ha cominciato la sua carriera con una potenza di 150 CV, nel mercato nordamericano vedeva la sua potenza ridursi a 142 CV per fermarsi a 172 in quella che nel Vecchio Continente raggiungeva invece quota 180. D'altro canto negli Stati Uniti non è mancata una vera e propria versione "cattiva" che da noi non è mai arrivata, e che consisteva in un ulteriore step evolutivo della 505 Turbo Injection, la quale arrivava a sviluppare ben 200 CV. Si trattava però di un modello destinato unicamente agli USA e che peraltro è stato prodotto in appena una manciata di esemplari, pertanto oggi è praticamente introvabile. L'unico barlume di successo per la 505 negli USA è stata rappresentata dalle versioni taxi utilizzate a New York e a Los Angeles, che furono prodotte complessivamente in 1 200 esemplari.
Sono da considerare anche le 505 prodotte in Argentina, nello stabilimento di Villa Bosch: queste 505 si distinguevano da quelle europee per un'efficace operazione di restyling visibile specialmente nel frontale caratterizzato dal ridisegnamento della calandra. Fu prodotta parallelamente alla più anziana 504.
In Italia sono esistite anche delle 505 Break Commerciale, dotate di vetri posteriori oscurati e private del divano posteriore.
La 505 è stata fabbricata anche in Nigeria: qui è stata tra l'altro proposta una cosiddetta 505 Evolution, caratterizzata dalla presenza di diverse appendici aerodinamiche che ne rendevano più grintosa la linea. Un'altra caratteristica particolare stava nei fari tondi sdoppiati.
Non bisogna dimenticare inoltre le 505 Dangel 4x4, versioni fuoristrada prodotte dalla Dangel anch'esse in un piccolo numero di esemplari nella seconda metà degli anni ottanta. Meccanicamente erano caratterizzate dall'assetto molto rialzato (ben 22 cm di altezza da terra) e di una vera trazione integrale, pertanto vi furono grosse modifiche al comparto trasmissione. Il motore utilizzato era il 2 litri a carburatore da 108 CV. Alcune 505 Dangel vennero inviate smontate negli stabilimenti cinesi di Canton, dove la Casa francese aveva già all'epoca una sua filiale.
Vanno infine considerate anche i numerosi esemplari unici su base 505: per esempio, vi sono stati dei progetti per altri modelli inediti da destinare al mercato USA, in particolare quelli relativi alla 505 Coupé e alla 505 Cabriolet, modelli realizzati in collaborazione con la carrozzeria americana Cars & Concepts. Tali modelli rimasero però allo stadio di prototipo e sono oggi custoditi nel Musèe de l'Aventure Peugeot a Sochaux, nei pressi della sede centrale.
Inoltre, c'è chi si è cimentato nella personalizzazione di alcuni esemplari di 505. Si sono avute così delle 505 particolarmente lussuose, delle 505 Pick-Up, un'altra inedita 505 Coupé con padiglione ripreso da quello della Citroën GS e persino una 505 Limousine.